# Kahle Wart

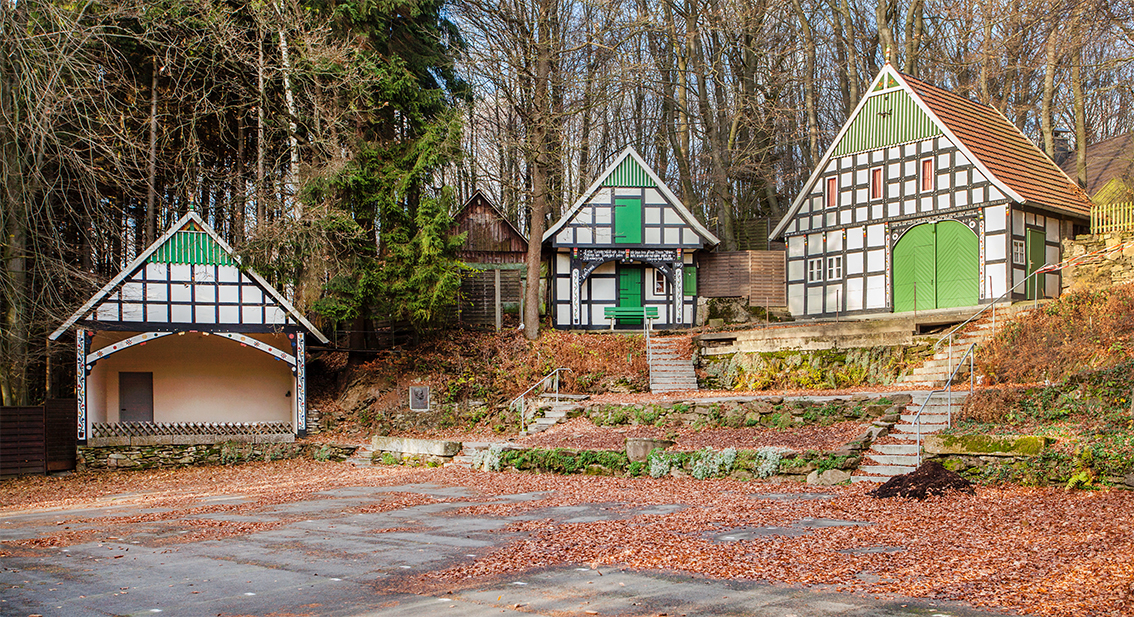
Freilichtbühne Kahle Wart im Herbst

Die Freilichtbühne Kahle Wart ist eine Amateurtheaterbühne in der Ortschaft Oberbauerschaft der Gemeinde Hüllhorst im ostwestfälischen Kreis Minden-Lübbecke in Nordrhein-Westfalen. Die Freilichtbühne liegt auf einer Höhe von etwa 260 m ü. NHN auf dem 286 m ü. NHN hohen Berg Kahlewart im Wiehengebirge in nächster Nähe zum gleichnamigen Pass.

## Geschichte
Die Freilichtbühne wurde am 6. Juni 1948 vom Heimatverein Oberbauerschaft e. V. im Rahmen einer Aufführung der Dorfkapelle und der Volkstanz- und Blockflötengruppe eingeweiht. Die Premiere des ersten Theaterstücks „Wenn de Hahn kreiht“ fand am 13. Juni 1948 statt.

## Heute

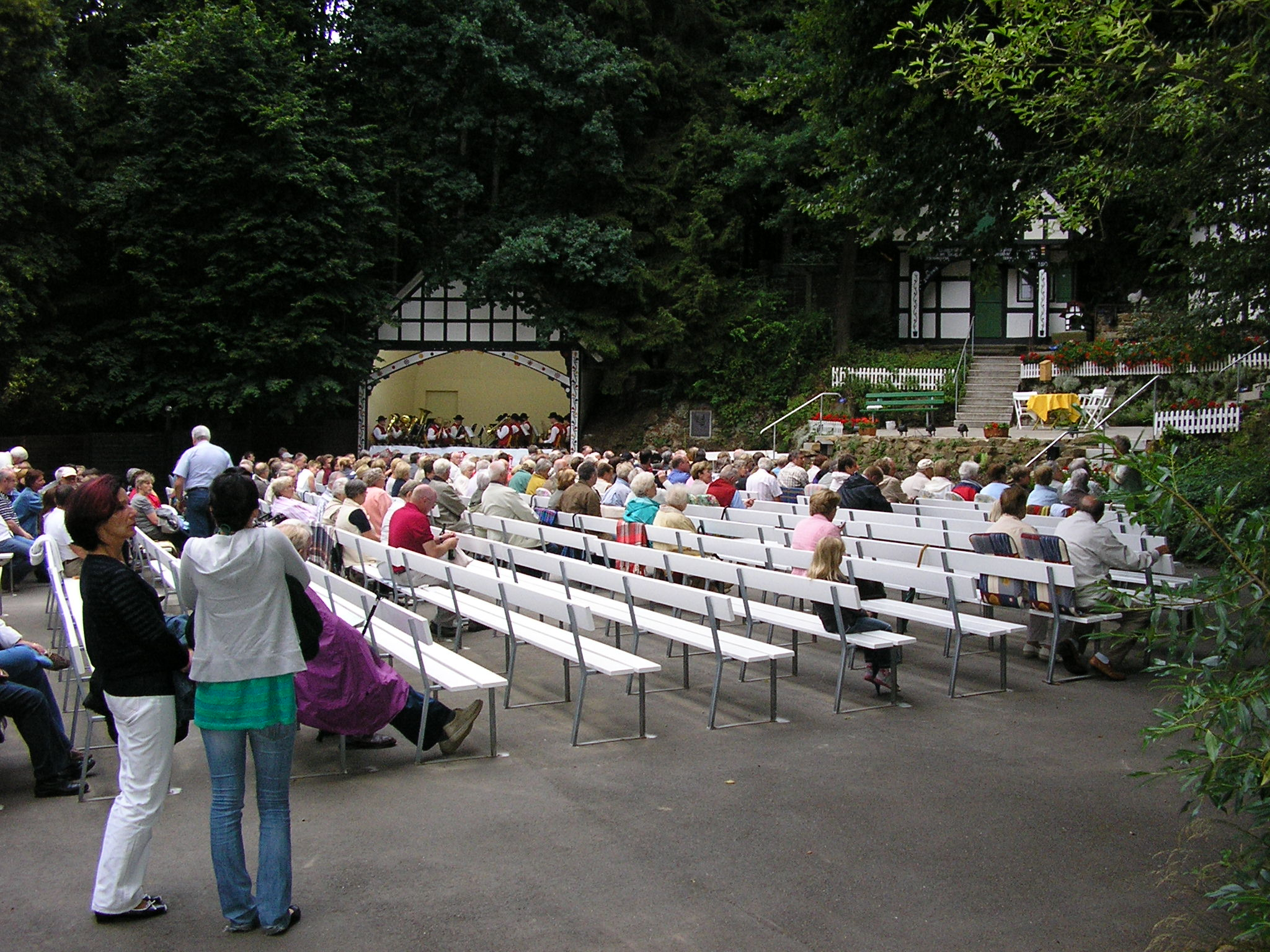
Auf der Kahlen Wart kurz vor Beginn der Aufführung des Stückes Eier, logisch, biologisch im August 2008

Auf der Freilichtbühne werden Theaterstücke in hochdeutscher Sprache und in plattdeutscher Mundart aufgeführt. Im Rahmenprogramm gibt es Volksmusik und Volkstanz in ostwestfälischer Leineweber-Tracht. Die Spielsaison dauert von Juni bis August.
Die Bühnengebäude bestehen aus Fachwerkhäusern, die Torbogeninschriften aus früheren Jahrhunderten tragen. Die gesamte Freilichtbühne ist heute so ausgestattet, dass sich Gehbehinderte und Rollstuhlfahrer barrierefrei bewegen können.
Über das Gelände führt der Wittekindsweg, der von Osnabrück nach Porta Westfalica führt und eine Länge von etwa 95 Kilometern hat. Daher ist der markante Punkt Ziel und Ausgangspunkt vieler Wanderer und Spaziergänger.